# Hoolock tianxing
El gibón hoolock Skywalker (Hoolock tianxing) es un primate de la familia Hylobatidae que habita en el sudeste asiático. El descubrimiento de esta especie fue publicado formalmente en enero de 2017 en la revista American Journal of Primatology.

## Clasificación
La descripción de esta especie fue identificada sobre la base de estudios morfológicos y genéticos de una población ubicada en los montes Gaoligong previamente considerada como parte del gibón hoolock oriental Hoolock leuconedys, especie de la cual se calculó una separación desde hace aproximadamente 490 000 años.

## Etimología
El nombre, Skywalker, dado a la especie fue asignado por sus descubridores como tributo al personaje ficticio Luke Skywalker de la franquicia Star Wars de la cual son seguidores. El nombre binomial tianxing procede de la latinización en chino, 天; pinyin, tiān; literalmente, ‘cielo’ y en chino, 行; pinyin, xíng; literalmente, ‘moverse’, en referencia su método de locomoción.

## Hábitat
Se ubica en la selva tropical de la Provincia de Yunnan al sudeste de China y oriente de Myanmar. Su población se estima en doscientos individuo existentes en territorio chino, mientras se desconoce su número en Myanmar.

## Conservación
En cuanto se descubrió, se consideró debía tratarse como una especie en peligro de extinción debido a la creciente pérdida de su hábitat por la actividad humana y la caza.